# Rúnar Kárason
Rúnar Kárason (* 24. Mai 1988 in Reykjavík) ist ein isländischer Handballspieler.

## Karriere
Rúnar Kárason spielte seit seinem sechsten Lebensjahr beim isländischen Verein Fram Reykjavík. Von dort ging er 2009 in die Handball-Bundesliga zu den Füchsen Berlin. Bei den Füchsen bekam Rúnar Kárason einen Vertrag über zwei Jahre, wobei er zuvor auch von dänischen und spanischen Vereinen umworben war. Ab dem September 2010 besaß Rúnar Kárason ein Zweitspielrecht für den Bergischen HC. In der Saison 2011/12 spielte er dann ausschließlich für den BHC; danach ging er zum TV Großwallstadt und, nachdem dieser am Ende der Saison 2012/13 aus der Bundesliga abstieg, wechselte er zu den Rhein-Neckar Löwen, wo er einen Einjahresvertrag unterschrieb. Am 19. November 2013 wechselte er mit sofortiger Wirkung zum Ligakonkurrenten TSV Hannover-Burgdorf, bei der er zunächst einen Vertrag bis zum Saisonende erhielt, der im Februar 2014 um zwei Jahre verlängert wurde. Im Sommer 2018 schloss er sich dem dänischen Erstligisten Ribe-Esbjerg HH an. Im Sommer 2021 wechselte Rúnar Kárason zum isländischen Verein ÍBV Vestmannaeyja. 2023 kehrte er zu seinem Jugendverein Fram Reykjavík zurück. Mit Fram gewann er 2025 die isländische Meisterschaft. Ab der Saison 2025/26 wird er zusätzlich bei Fram als Leiter der Geschäftsstelle sowie als Nachwuchstrainer tätig sein.
Rúnar Kárason spielt auch in der isländischen Nationalmannschaft. In der Saison 2008/09 wurde er in Island in das All-Star-Team gewählt. Bei den Europameisterschaften 2012 und 2014 erreichte er den 10. bzw. 5. Platz.

## Bundesligabilanz
| Saison    | Verein                | Spielklasse | Spiele | Tore | 7-Meter | Feldtore |
| --------- | --------------------- | ----------- | ------ | ---- | ------- | -------- |
| 2009/10   | Füchse Berlin         | Bundesliga  | 34     | 49   | 0       | 49       |
| 2010/11   | Füchse Berlin         | Bundesliga  | 1      | 1    | 0       | 1        |
| 2011/12   | Bergischer HC         | Bundesliga  | 28     | 87   | 0       | 87       |
| 2012/13   | TV Großwallstadt      | Bundesliga  | 10     | 44   | 0       | 44       |
| 2013/14   | Rhein-Neckar Löwen    | Bundesliga  | 12     | 17   | 0       | 17       |
| 2013/14   | TSV Hannover-Burgdorf | Bundesliga  | 13     | 36   | 0       | 36       |
| 2014/15   | TSV Hannover-Burgdorf | Bundesliga  | 25     | 83   | 18      | 65       |
| 2015/16   | TSV Hannover-Burgdorf | Bundesliga  | 28     | 65   | 17      | 84       |
| 2016/17   | TSV Hannover-Burgdorf | Bundesliga  | 33     | 63   | 10      | 53       |
| 2017/18   | TSV Hannover-Burgdorf | Bundesliga  | 30     | 30   | 5       | 25       |
| 2009–2018 | gesamt                | Bundesliga  | 214    | 475  | 50      | 425      |